# Rhinow
Rhinow é um município da Alemanha, situado no distrito de Havelland, no estado de Brandemburgo. Tem 31,51 km² de área, e sua população em 2019 foi estimada em 1.603 habitantes.